# Kontext (lingvistika)
Kontext je v lingvistice různě velké jazykové okolí sledované jednotky textu (věta, odstavec, verš apod.), které je relevantní pro její skladbu nebo význam. V širším smyslu se sem řadí i situační kontext, tedy nejen pozice jednotky v textu, ale i mimojazykové souvislosti. Celkově tak kontext zahrnuje následující složky:
- jazykový kontext: to, co už bylo řečeno, to, co bude následovat, jaký dopad měl předchozí text na příjemce,
- bezprostřední situační kontext: místo a čas realizace textu, počet komunikantů, jejich společné znalosti a vzájemný vztah mezi nimi, presupozice (předpoklady mluvčího),
- široce společenský situační kontext: obecné vzdělání, zkušenost, životní podmínky.

Kontext zajišťuje koherenci textu (text může zůstat vnitřně soudržný, i když na sebe jednotlivé části přímo nenavazují), nahrazuje to, co je ve vlastní výpovědi vypuštěno, a tvoří rámec, k němuž se vztahují reference (vnitřní odkazy v textu) a aktualizace (odkazy textu k vnějšímu světu).